# Стрих, Элиэзер
Стрих Элиэзер (Лазарь Григорьевич, 1879, Двинск — 1941, Хайфа) — израильский скульптор, гравёр.

## Биография
Стрих Лазарь Григорьевич (Лейзер Гиршевич-Мовшевич) родился в Двинске в семье владельца обувной мастерской Гирша Вульфовича Штриха. Изучал искусство в Школе живописи в Петрограде. В 1907 отправился для усовершенствования в Париж. В 1909—1917 работал гравёром и художником-чеканщиком в фирме Фаберже в Санкт-Петербурге.

В 1914 эмигрировал в Эрец-Исраэль. Был приглашён в школу искусств Бецалель, в которой преподавал до 1921. В 1923 был назначен учителем рисования в реальном училище в Хайфе и служил в этой должности почти 15 лет.